# Donncoirce
Donncoirce (mort el 792) va ser rei dels escots de Dál Riata abans del 792.
Donncoirche o "Donn Corci rex Dal Riatai" és l'últim rei dels escots de Dál Riata la mort del qual s'esmenta als Annals d'Ulster i als Annals dels quatre mestres el 787 (rectificat 792). Tanmateix el seu nom no apareix al Duan Albanach ni als Sincronismes de Flann Mainistreach.
Desconeixem el seu origen familiar i la durada del seu regnat. Sembla que va ser un dels pretendents al tron després del 781 amb Eochaid mac Áeda i potser Domnall mac Caustantín. Després de la seva desaparició, la reialesa de Dál Riata va patir un eclipsi perdurable potser, com suggereix Alex Woolf, a causa d'una ocupació temporal de la regió pels víkings noruecs.